# Dorothy Wordsworth
Dorothy Mae Ann Wordsworth (ur. 25 grudnia 1771 w Cockermouth, zm. 25 stycznia 1855) – angielska pisarka, poetka i diarystka. Siostra poety Williama Wordswortha. 

## Życiorys
Urodziła się w Boże Narodzenie w Cockermouth w hrabstwie Kumbria, jako trzecie z pięciorga dzieci i zarazem jedyna córka Johna Wordswortha i Ann Cookson. 
Jej braćmi byli:  Richard (1768–1816), prawnik; William (1770–1850), sławny poeta, piewca przyrody, prekursor romantyzmu w literaturze brytyjskiej;  John (1772–1805), tragicznie zmarły w młodym wieku żeglarz; Christopher (1774–1846), duchowny i rektor Trinity College w Cambridge.
Matka zmarła na zapalenie płuc w 1778. W 1781 Dorothy została wysłana do szkoły z internatem. Po śmierci ojca w 1783 dzieci rozesłano do różnych krewnych. Dorothy przez dziewięć lat wychowywała się w domu ciotki Elizabeth Threlkeld w mieście Halifax w hrabstwie West Yorkshire, uczęszczając do prywatnej szkoły w Blackwall i niedzielnej szkoły przy Unitarian Chapel. Następnie zamieszkała z wujem Williamem i Dorothy Cookson in Penrith. Tam jej edukacją zajmował się inny wuj, wielebny William Cookson, nauczyciel synów króla Jerzego III.
Od 1795 mieszkała z bratem Williamem, najpierw w Racedown Lodge w Dorset, następnie w Alfoxton House w Somerset, a od 1799 w Grasmere w Dove Cottage. Nigdy nie wyszła za mąż.  W 1829 ciężko zachorowała i przez resztę życia wymagała opieki. Uzależniła się od opium i laudanum. Zmarła w wieku osiemdziesięciu trzech lat, spędziwszy ostatnie dwadzieścia lat pod opieką Williama, a po jego śmierci - jego żony Mary Hutchinson. Zmarła w Rydal Mount. 

## Dzienniki
Odegrała ważną rolę w życiu i twórczości Williama i jego przyjaciela poety Samuela Taylora Coleridge’a. Towarzyszyła im w wędrówkach, dzieliła głębokie umiłowanie Przyrody, sporządzała notatki, z których obaj poeci robili użytek w swych utworach. 
Pisała dużo, przede wszystkim dzienniki (od 1798 do 1828), które się zachowały do naszych czasów. Zachowała się też jej korespondencja m.in. z poetą Samuelem Taylorem Coleridge’m, a także wiersze i opisy podróży. 
Nie myślała o publikowaniu, ale raz była bliska wydania relacji z podróży z Williamem do Szkocji w 1803 roku, Wspomnienia z wycieczki po Szkocji.  Wtedy nie znalazł się żaden wydawca; opublikowano je dopiero 1874 roku.
Zrelacjonowała wejście na najwyższą górę w Anglii Scafell Pike w 1818, na którą wspięła się w towarzystwie przyjaciółki Mary Barker, służącej, pasterza-przewodnika i tragarza. William zamieścił ten opis w swym popularnym przewodniku po Lake District wydanym w 1822, a Harriet Martineau zacytowała go  w swym przewodniku około roku 1876. W ten sposób z doświadczeń Dorothy skorzystało wielu turystów odwiedzających Lake District w XIX wieku.
W 1897 William Angus Knight opublikował jej Dziennik z Grasmere. Relacjonowała w nim codzienne życie w Lake District, długie spacery, jakie niemal codziennie odbywała z bratem, ich zachwyty Przyrodą. Do tego dochodzą malowane słowem portrety literackich sław z początku XIX wieku, m.in. Samuela Taylora Coleridge’a, Sir Waltera Scotta, Charlesa Lamba oraz Roberta Southey, bliskiego przyjaciela Wordsworthów, który spopularyzował bajkę o  Złotowłosej i trzech misiach.
Sukces Dziennika z Grasmere sprawił, że opublikowano kilka innych jej dzienników i zbiory listów. 
Nie była wydawana w Polsce.